# Saab 93-X
Saab 93-X – samochód koncepcyjny szwedzkiej marki Saab zaprezentowany 7 stycznia 2002 roku podczas targów motoryzacyjnych w Detroit. 

## Historia i opis modelu

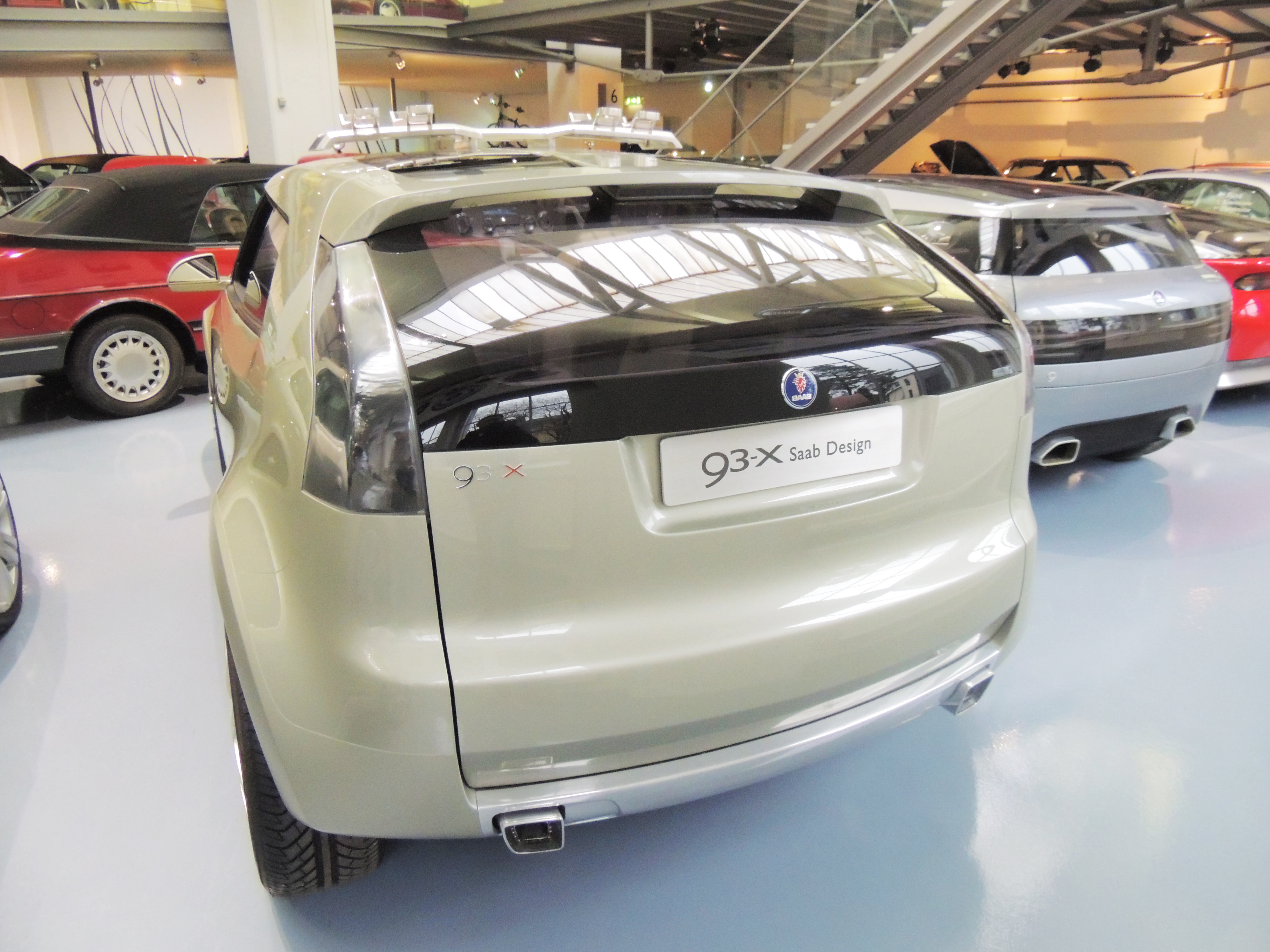
Tył pojazdu

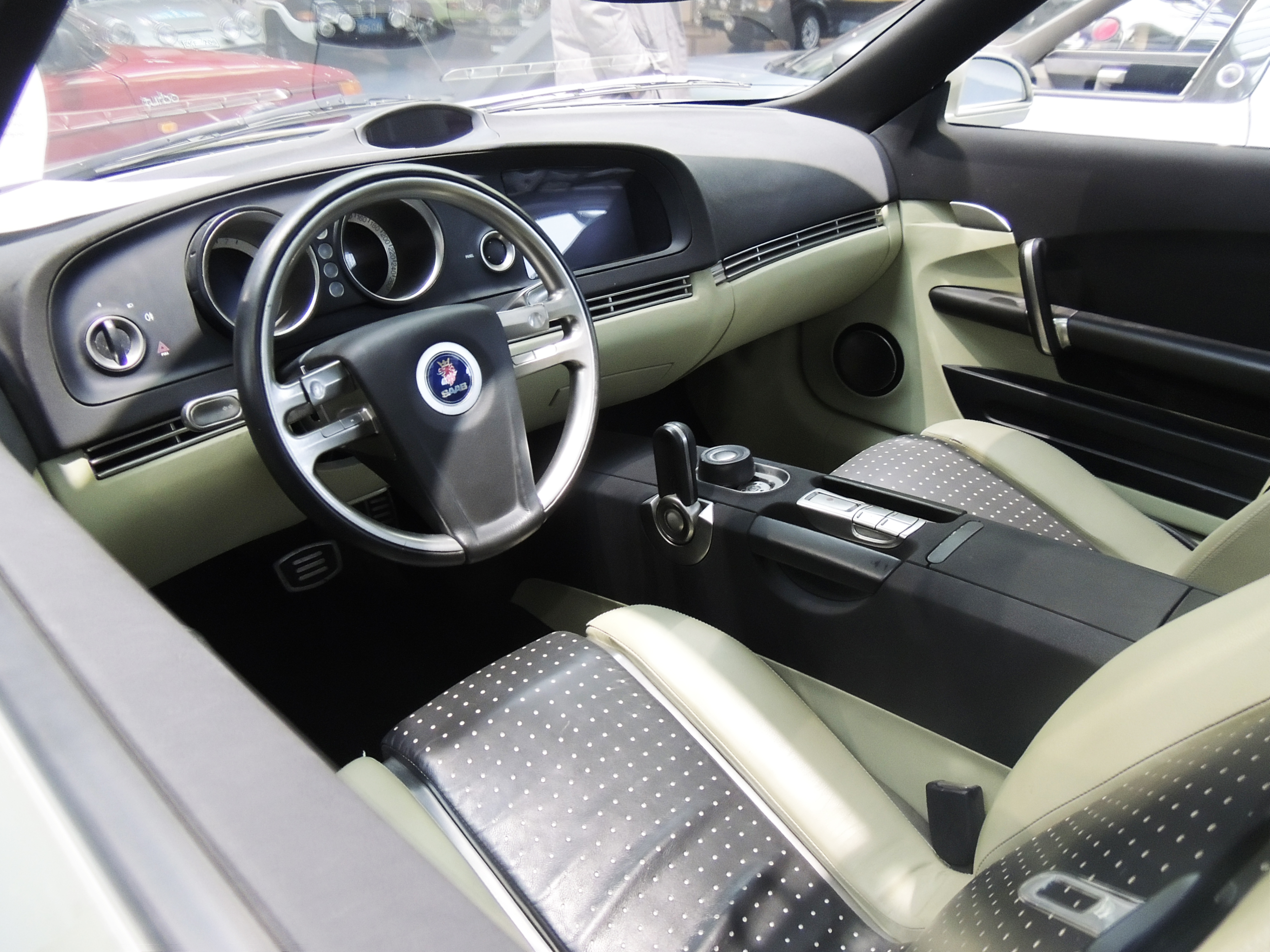
Wnętrze pojazdu

Pojazd jako pierwszy w szwedzkiej marce był połączeniem nadwozia coupe oraz hatchback z napędem na cztery koła ukierunkowany w celu stworzenia potencjalnego konkurenta dla samochodów klasy kompaktowej. Samochód został zbudowany na płycie podłogowej koncernu General Motors z modelu Opel Astra G.
Samochód jako pierwszy w marce został wyposażony w 2.8 l silnik benzynowy w układzie V6 wspomagany turbosprężarką o mocy 280 KM.